# Все літо в один день
«Все літо в один день» (англ. All Summer in a Day) — науково-фантастичне оповідання Рея Бредбері, вперше опубліковане у березні 1954 року на сторінках журналу «Фентезі & Сайнс фікшн».

## Сюжет
Історія стосується класу учнів на Венері, яка в цьому оповіданні є світом постійних дощів, де Сонце видно лише одну годину кожні сім років.
Одна з дітей, Марго, переїхала на Венеру з Землі п’ятьма роками раніше, і вона єдина, хто пам’ятає сонячне світло, оскільки сонце регулярно світить на Землі. Коли вчитель просить дітей написати вірш про сонце, вона склала наступні рядки:
«Мабуть, сонце подібне на квітку
І цвіте годинку влітку.»
Вона описує Сонце як «пенні», або як «вогонь у печі». Інші діти, будучи занадто маленькими, щоб коли-небудь бачити це самим, не вірять їй. На чолі з хлопчиком на ім'я Вільям вони знущаються над Марго, і перед тим, як сонце сходить, Вільям та інші діти замикають дівчинку в шафі в тунелі.
Коли сонце вже має з’явитись, учитель виводить клас на вулицю, щоб насолодитися сонячною годиною, і, у своєму подиві та радості, вони всі забувають про Марго. Вони бігають, грають, стрибають та радіють, насолоджуючись кожною секундою нової свободи. «Це краще, ніж штучне світло, чи не так?» питає одне дитя.
Раптом дівчинка ловить в руках дощову краплю. Звучить грім, після чого починається блискавка, і діти ховаються в приміщення, коли сонце зникає, і знову починається дощ. У цей час один із них згадує Марго, яка досі зачинена у шафі. Соромлячись, вони випускають її з шафи, вони застиглі та збентежені через те, що вони зробили, і не можуть «зазирнути одне одному у вічі».
Дорогоцінне сонце прийшло і пішло, і через їх мерзенний вчинок Марго, яка найбільше любила сонце, не побачила його.

## Екранізація
Знято 30-хвилинну телевізійну серію, яка спочатку транслювалася в дитячому серіалі WonderWorks від PBS у 1982 році. Закінчення в телевізійній версії дещо розширюють, щоб показати дітям спокуту за свій жахливий вчинок, даруючи Марго квіти, які вони збирали, коли Сонця ще не було. Оператором-постановником фільму став Роберт Ельсвіт, котрий став володарем Оскара. 

### У ролях
- Ріса Маллен — Марго
- Кейт Куган — Вілльям
- Теммі Сімпсон
- Бриджид Міть — Ліза
- Едіт Філдс — Містер Каллаган
- Ельза Капунта — батько Марго

## У популярній культурі
«Все літо в один день» згадується в описі головного героя Оскара Вао з роману 2007 року «Коротке дивовижне життя Оскара Вао» Хунота Діаса. «Багато чого не можна залишати поза юнацьким віком, ніби замикаючись у шафі на Венері, коли сонце з'являється вперше за сто років». Хоча в оповіданні Бредбері воно виходить кожні сім років.
На це оповідання також посилається глава 22 роману Карен Томпсон Уокер «Епоха чудес» 2012 року.
На це ж оповідання посилається 2 серія 3 сезону мультфільму «Намальовані разом», коли один з героїв Тут Браунштейн потрапляє в шафу і не отримує досвіду від хот-догів «Вермобайла».
У перезаписаній версії студією Twin Fantasy композиції «High To Death» від індрі-рок гурту Car Seat Headrest з'являються фрагменти з екранізації оповідання. Підзаголовок пісні на буклеті альбому — «Все літо за ніч».